# Donax venustus

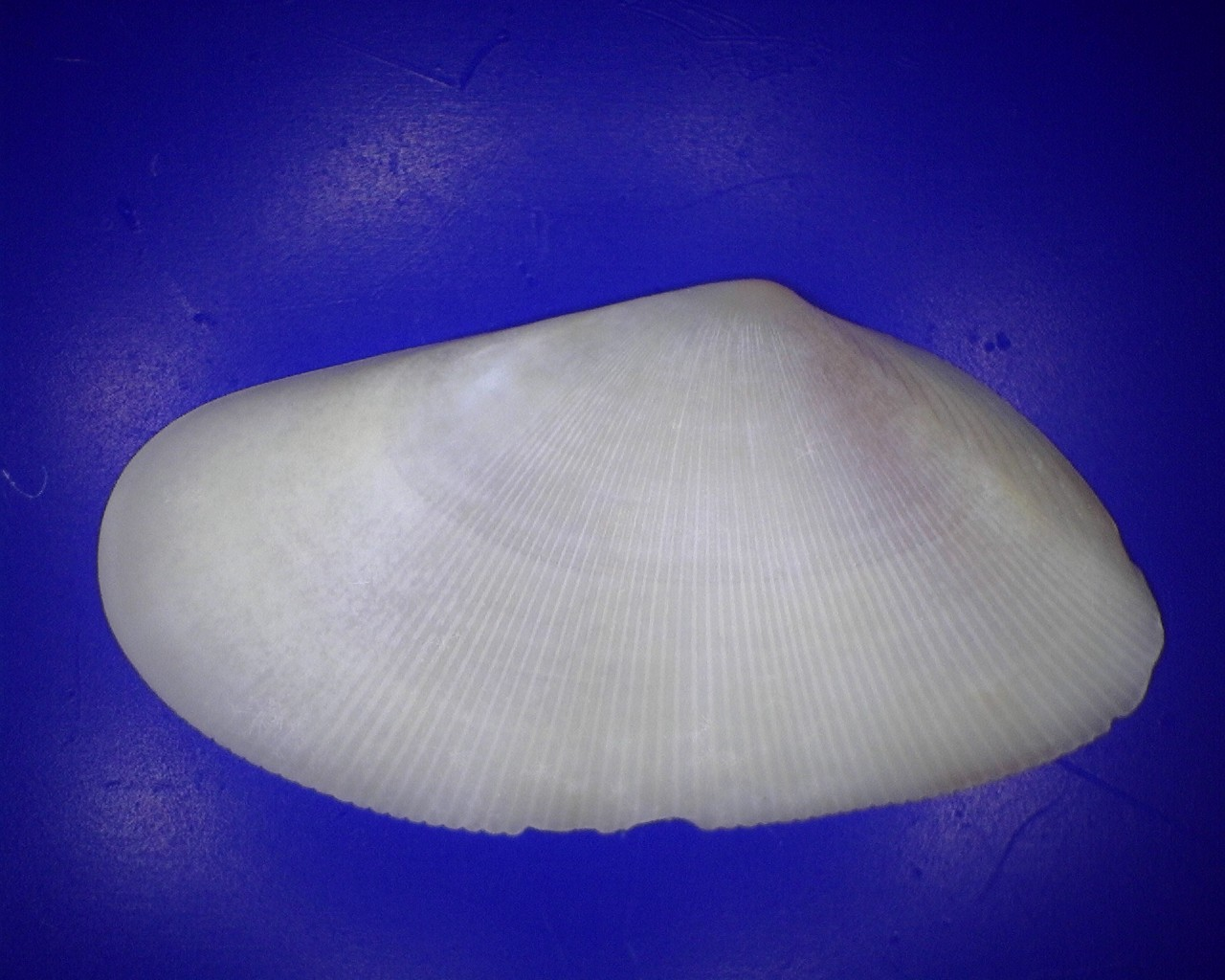
Buitenzijde van Donax venustus

Donax venustus is een tweekleppigensoort uit de familie van de Donacidae. De wetenschappelijke naam van de soort is voor het eerst geldig gepubliceerd in 1795 door Poli. De soort komt, niet algemeen, voor in de Middellandse Zee, de Zwarte Zee en in de oostelijke Atlantische Oceaan van Frankrijk tot Zuid-Afrika inclusief de Canarische Eilanden, Madeira, Kaapverdië en de Azoren. Habitat is zout tot brak water en een ondergrond van fijn zand.

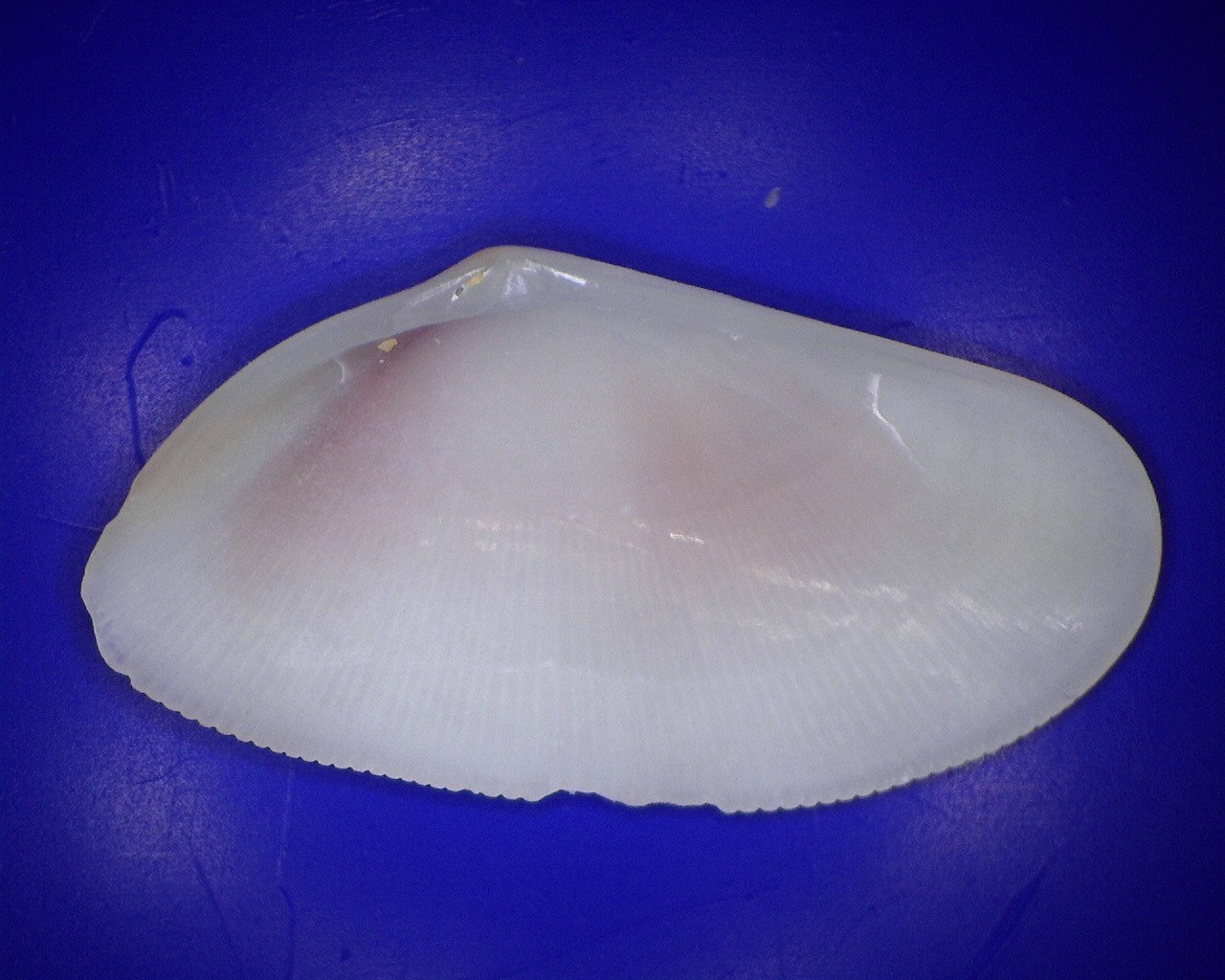
Binnenzijde van Donax venustus

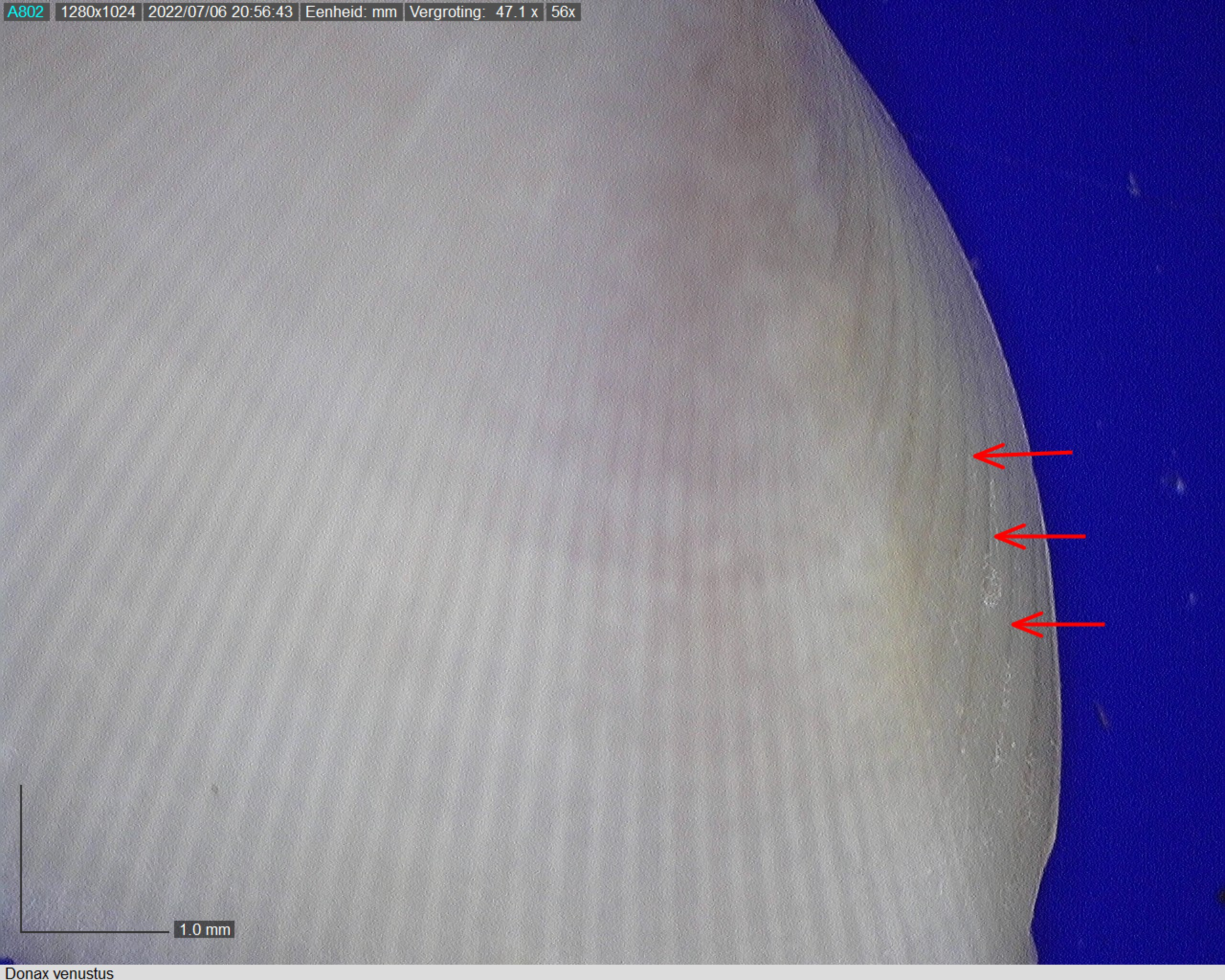
Donax venustus, karakteristieke concentrische groeven aan de achterzijde van de schelp aangegeven met rode pijlen